# Gare d'Akayu
La gare d'Akayu (赤湯駅, Akayu-eki) est une gare ferroviaire de la ville de Nan'yō, dans la préfecture de Yamagata au Japon. La gare est exploitée par la compagnie JR East, ainsi que par la Yamagata Railway.

## Situation ferroviaire
La gare est située au point kilométrique (PK) 56,1 des lignes Shinkansen Yamagata et Ōu. Elle marque le début de la ligne Flower Nagai.

## Histoire
La gare a été inaugurée le 21 avril 1900. La gare est desservie par le Shinkansen depuis le 1er juillet 1992.

## Service des voyageurs

### Accueil
La gare dispose d'un bâtiment voyageurs, avec guichets, ouvert tous les jours.

### Desserte

#### JR East
- Ligne Shinkansen Yamagata :
  - voie 1 : direction Fukushima et Tokyo
  - voie 2  : direction Yamagata et Shinjō
- Ligne principale Ōu (Ligne Yamagata) :
  - voies 1 et 3 : direction Yonezawa et Fukushima
  - voie 2 : direction Yamagata

#### Yamagata Railway
- Ligne Flower Nagai :
  - voie 4 : direction Imaizumi et Arato